# Erminus van Lobbes

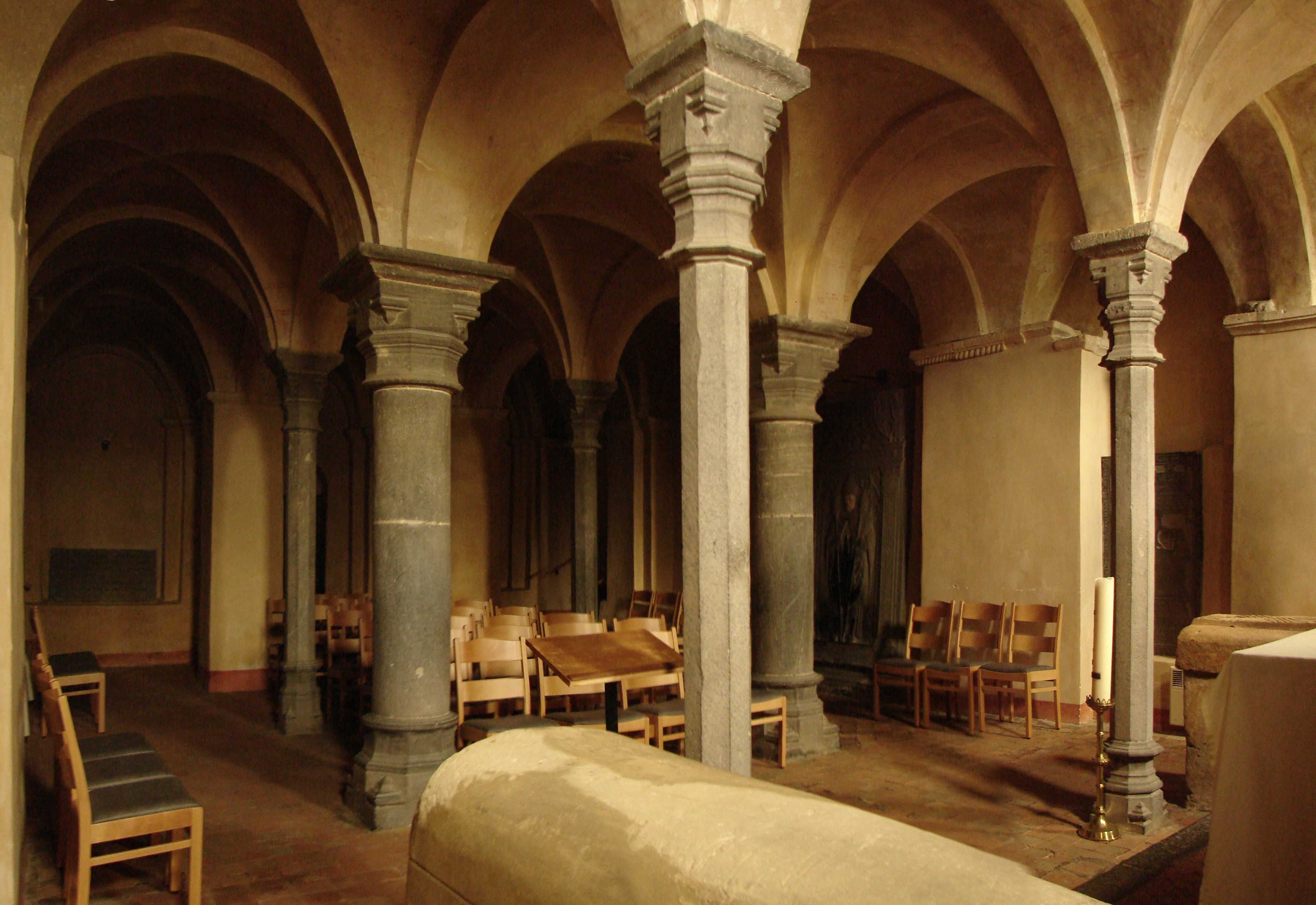
De sarcofaag van Erminus in de crypte van de Saint-Ursmer in Lobbes.

Erminus van Lobbes (Saint-Erme-Outre-et-Ramecourt, ? - Lobbes, 25 april 737) is een heilige die de tweede abt was van de Abdij van Lobbes. Hij wordt lokaal gevierd op zijn sterfdag 25 april.

## Leven
Hij was afkomstig uit Frankrijk en studeerde aan de kathedraalschool van Laon. Hij werd er tot priester gewijd door bisschop Madalgar. Zijn reputatie van heiligheid bereikte Lobbes, waar hij werd uitgenodigd door de abt Ursmarus. 
Erminus trad toe tot het benedictijnenklooster van Lobbes en werd in 711 door Ursmarus voorgesteld als zijn opvolger. Twee jaar later overleed de abt en werd Erminus door de kloostergemeenschap verkozen aan het hoofd van de abdij. Hij liet een reputatie voor wijsheid en heiligheid na. Zijn biograaf, pater Ansonus van Lobbes († 800), dichtte hem ook profetische gaven toe. Hij stierf in 737 en werd begraven in de crypte van de collegiale kerk van Lobbes. De eenvoudige sarcofaag is een van de bezienswaardigheden.